# 上海電話局南市總局
上海電話局南市總局是上海市的一座歷史建築，竣工於1920年。 這座建築外觀是新古典主義風格。 1999年，這棟建築被列入上海市優秀歷史建築。 現在這棟建築作為大南門郵局使用。